# Maria von Platen
Maria Elisabeth von Platen, född Hallenborg 30 januari 1871 i Stångby församling, död 8 april 1959 i Villa Åhamra i Torsebro i Färlövs församling, var en svensk kulturell centralfigur. Hon är mest känd för att ha haft relationer med flera stora svenska författare: Hjalmar Söderberg, Gustaf Hellström, John Landquist och Henning von Melsted. Söderberg har baserat flera av sina litterära gestalter på henne, exempelvis Lydia Stille i Den allvarsamma leken och Gertrud i dramat med samma namn.

## Biografi

### Uppväxt och unga år
Hon växte upp på Herrevads kloster i Skåne där fadern Jonas Hallenborg var arrendator. När hon var 19 år gifte hon sig 1890 med den 26 år äldre ryttmästaren Wilken von Platen (1845–1924). Paret bosatte sig utanför Kristianstad och tillsammans fick de en son, Henning von Platen (1891–1975), som visade sig vara mentalt funktionshindrad. 1902 lämnade von Platen man och son och begav sig ensam till Stockholm. Som skäl för flytten har anförts dels det olyckliga äktenskapet, dels hennes uppfattning om Kristianstad som småborgerligt inskränkt.
Trots konstnärliga, litterära och musikaliska talanger lyckades von Platen aldrig omvandla någon av dessa till försörjning. Istället livnärde hon sig i huvudsak på ekonomiska bidrag från sin far och andra släktingar.

### Relationen med Hjalmar Söderberg
Det var Maria von Platen som tog initiativ till en kontakt med Hjalmar Söderberg. Efter att ha läst hans roman Martin Bircks ungdom skrev hon ett brev till honom. Söderberg svarade och en kärleksrelation inleddes. Förhållandet varade 1902–1906, hemlighölls länge och avslöjades först 1962 i en avhandling. Reaktionerna var starka. Svenska Dagbladets rubrik löd "Diktens Gertrud täcknamn för adlig femme fatale" och skrev vidare ”den erotiskt beslutsamma typ av överklassflickor som förr i världen satte en ära i att samla poetskalper kring sin midja”. Expressens journalist Ivar Harrie kallade henne ”de svenska litteratörernas vandringspokal”.
Efter relationen med Söderberg kom Maria von Platen att utgöra en centralgestalt i Söderbergs författarskap. von Platen är exempelvis karaktären Lydia Stille i romanen Den allvarsamma leken. Även karaktärerna Helga Gregorius i romanen Doktor Glas och Gertrud i pjäsen med samma namn sägs vara baserade på Maria von Platen.

### Efter Söderberg
Åren 1909–1910 hade von Platen en relation med John Landquist. Mot slutet av sitt liv uttalade sig Landquist om förhållandet och beskrev von Platen i positiva ordalag, troligtvis i syfte att förändra den då rådande negativa bilden av henne: "Som kvinnlig kamrat var hon fullkomlig. Hon ingav ro och glädje. Aldrig behövde man befara, då man fått inträde i hennes väsens park, att någon rival gömde sig bland buskarna. Man mötte alltid bara henne ensam och fri. Det förflutna var dött och framtiden fick komma som den ville. Nuet levde." von Platen var lycklig tillsammans med Landquist och paret planerade ett giftermål. von Platens far motsatte sig emellertid giftermålet och hotade med att dra in dotterns underhåll. Eftersom von Platen inte ville bli ekonomiskt beroende av Landquist gick giftermålet i stöpet.
von Platen hade även relationer med författarna Gustaf Hellström och Henning von Melsted.